# Mehltheuer
Mehltheuer is een plaats en voormalige gemeente in de Duitse deelstaat Saksen, en maakt deel uit van de gemeente Rosenbach/Vogtl. het district Vogtlandkreis.